# Koinofilie
Koinofilie (doslova „láska k podobnému“) je evoluční hypotéza, že zvířata (i lidé) výběrem podobného sexuálního partnera minimalizují přenos mutací (změn). Přitažlivost může být dána různými znaky. Obecně tam patří průměrnost znaků,[nedostupný zdroj] tedy jakási běžnost či podobnosti. To může být také důvod, proč matky favorizují dcery a otcové syny. V sociologii tento jev souvisí s homogamií. Souvisejícím extrémem tedy může být xenofobie (strach z cizího či odlišného).